# Coglistiko River Indian Reserve 29
Coglistiko River Indian Reserve 29 är ett reservat i Kanada.   Det ligger i provinsen British Columbia, i den centrala delen av landet, 3 500 km väster om huvudstaden Ottawa.
I omgivningarna runt Coglistiko River Indian Reserve 29 växer i huvudsak barrskog. Trakten runt Coglistiko River Indian Reserve 29 är nära nog obefolkad, med mindre än två invånare per kvadratkilometer.